# 고사카 겐지

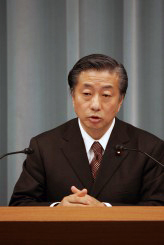
고사카 겐지

고사카 겐지(小坂 憲次, 1946년 3월 12일 ~ 2016년 10월 21일)는 일본의 정치인으로, 자유민주당 소속의 전 중의원 의원이다. 제3차 고이즈미 내각 개조내각의 문부과학대신을 지냈다.
나가노현 출신으로, 1968년 게이오기주쿠 대학 법학부 법률학 학과를 졸업하였다. 1968년 일본항공에 입사하였고, 1984년 일본 항공을 퇴사하고, 나가노시로 돌아가 정치 활동을 시작하였다. 1986년 나카소네 야스히로 비서를 지내고, 1990년 중의원 의원으로 첫 당선되어, 총 여섯 번 (1990년, 1993년, 1996년, 2000년, 2003년, 2005년) 당선되었다.
1999년 오부치 내각 제2차 개조내각의 우정 정무 차관, 2000년 모리 내각의 우정 총괄 정무 차관, 2001년 1월 초대 총무 부대신, 그 해 4월 고이즈미 내각의 총무 부대신이 되었다. 2002년 중의원 재무 금융 상임위원장, 2003년 중의원 의원 운영 위원회 필두 이사, 자유민주당 국회대책위원회 부위원장, 2004년 자유민주당 국회대책위원회 필두 부위원장, 2005년 제3차 고이즈미 내각 개조내각의 문부과학대신, 2006년 자유민주당 정무조사회 필두 부회장, 2007년 자유민주당 국회대책위원회 필두 부위원장, 2008년 중의원 의원 운영 위원장을 역임하였으며, 2009년 제45회 중의원 의원 총선거에서 낙선하였다. 2010년 제22회 참의원 의원 통상 선거에서 비례구로 당선되었다.